# Balancier (horlogerie)
Pour les articles homonymes, voir balancier.
Le balancier est une pièce mobile servant à régulariser le mouvement d’un mécanisme d’horlogerie.

## Balancier d’une horloge

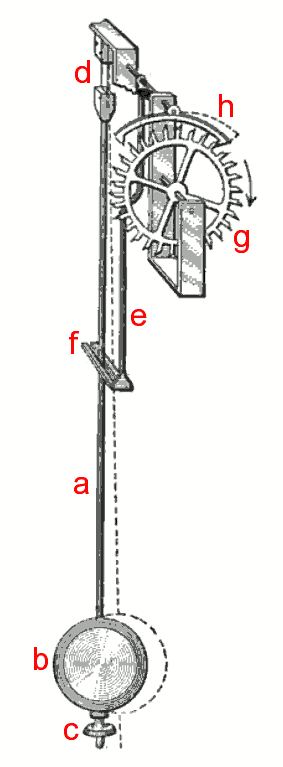
Balancier avec son échappement à ancre.

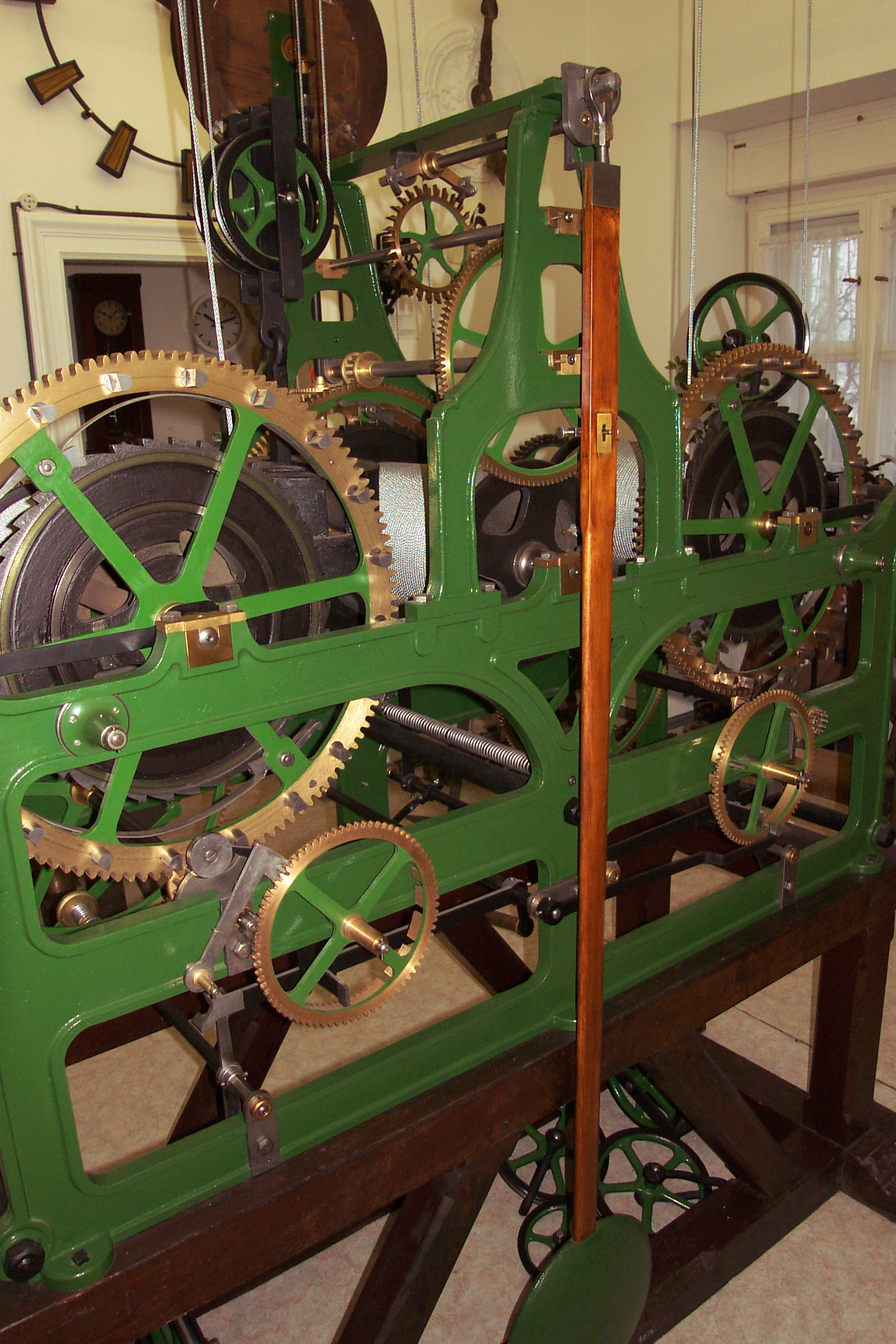
Mécanisme d’horloge avec balancier, musée de l’Horloge du château de Lichtenwalde.

Le balancier d’une horloge est un élément mobile animé d'un mouvement alternatif de va-et-vient. Il est horizontal ou circulaire au début et se nomme foliot ou balancier dans les montres actuelles. Il peut aussi prendre la forme d'un pendule, constitué d’une tige verticale, pouvant osciller autour d’un axe horizontal, et comportant un poids à son extrémité basse. Ce poids se présente généralement sous la forme d’un disque bombé, habituellement d’un métal lourd (tel que l’acier), afin de réduire l'influence des forces de résistance de  l’air.
Le mouvement du balancier est régulé et perpétué par un mécanisme appelé échappement, généralement de type « à ancre » ; l’échappement fournit les impulsions de comptage à la roue d'échappement, qui entraîne par engrenages la roue des secondes, puis celles des minutes et des heures.
L’entretien du mouvement était assuré, dans les anciennes pendules, par la descente d’un contrepoids lié à un tambour par l’intermédiaire d’une chaînette ou d’une cordelette. Il fallait périodiquement remonter ce contrepoids.
L’entraînement par détente d’un ressort est actuellement préféré en raison de son moindre encombrement ; ce ressort se « remonte » également avec une clé

### Causes d'erreur
La période du pendule est liée à la longueur de la tige. Plus elle est longue plus le battement est lent. Il en résulte que lors d'un changement de température, la période se modifie, modifiant la mesure du temps. Pour parer à cet inconvénient, certaines horloges perfectionnées utilisent un balancier avec réservoirs de mercure, dont la dilatation compense celle de la tige du balancier en maintenant le centre de gravité du balancier sensiblement à la même place.

D'autres systèmes de compensation de la température existent. Le principe est de réaliser le balancier à l'aide de tiges faites de deux métaux présentant des coefficients de dilatation différents (en général fer et laiton). Les points d'attache des tiges sont arrangés de manière que les dilatations s'opposent et se compensent. Cette technique présente l'avantage d'être moins coûteuse (et aussi moins polluante) que l'usage du mercure.

## Balancier d’une montre

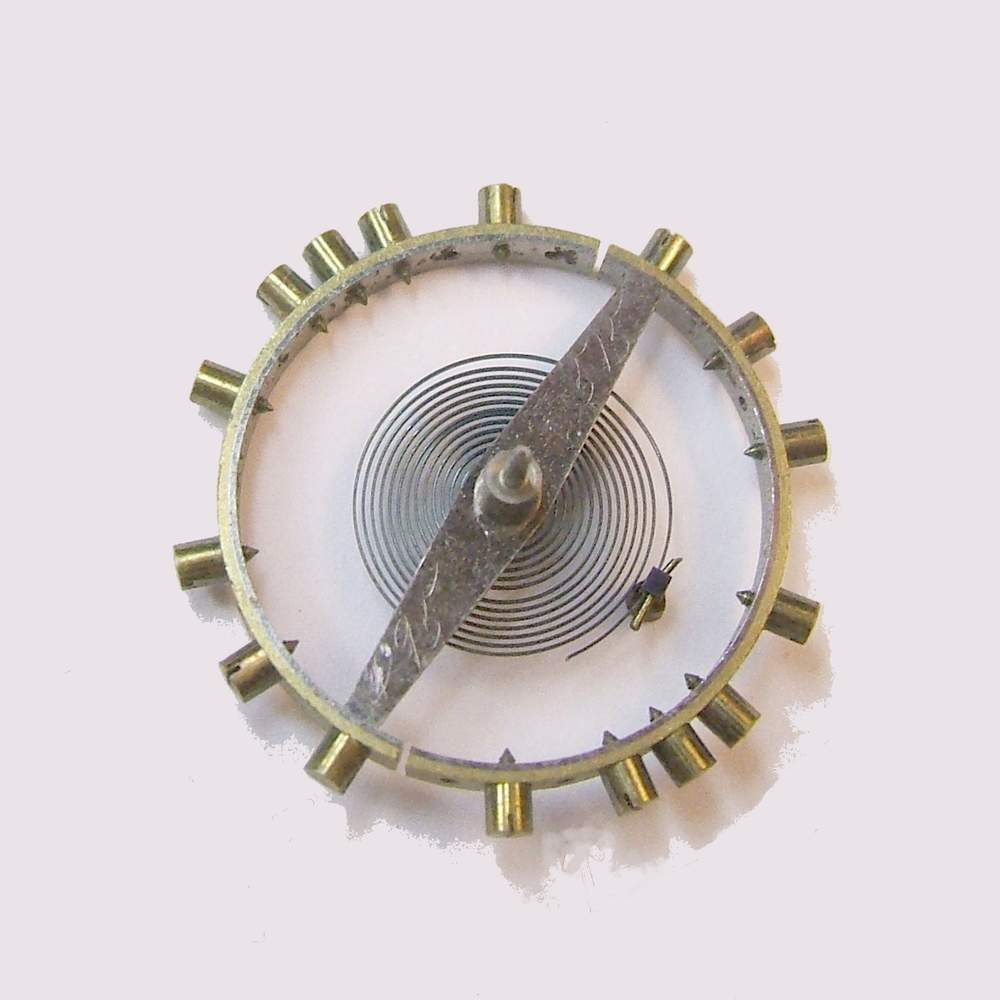
Un balancier bimétallique de montre de poche avec son ressort spiral.

Dans les montres, ou les chronomètres, le balancier est un volant d’inertie, généralement circulaire, qui pivote autour d’un axe de rotation. Un ressort spiral est accouplé au balancier et permet au résonateur d’osciller d’un mouvement régulier. 
Ce mouvement est entretenu par l’ancre, qui imprime au résonateur une impulsion à chacune des deux alternances d’une oscillation. L'échappement fonctionne comme un bras de levier, et la force du ressort principal, transmise par les rouages s'exerce sur les surfaces de frottement de l’ancre. 
Dans les premiers échappements de type Roskoff, l’axe du balancier évidé faisait office d'échappement.
Chacune des alternances des oscillations du résonateur produit un léger bruit responsable du « tic-tac » caractéristique des montres.
Les surfaces de frottement de l'échappement, ou celles recevant l’axe du balancier sont généralement en pierre (rubis) synthétique pour éviter leur usure.
La majorité des montres sont dites « antichoc » grâce à un système de protection des axes au moyen de ressorts d’acier très fins (montés en bout d'axes).
Dans les montres à quartz, le mouvement est assuré, non plus par la détente d’un ressort, mais par un moteur électrique alimenté par une pile dont les impulsions sont régulées par un circuit électronique appelé oscillateur à quartz, car la précision de sa fréquence de résonance est assurée par un quartz (composant électronique).